# Ревуха (притока Берестви)
Ревуха — річка в Україні, у Гощанському районі Рівненської області. Ліва притока Берестви (басейн Дніпра).

## Опис
Довжина річки приблизно 8,3 км.

## Розташування
Бере початок у селі Майків. Тече переважно на північний захід понад Русивель і біля села Курозвани впадає у річку Береству, праву притоку Горині.